# سلاح‌های هسته‌ای و اسرائیل

بنا به اخبار منتشر شده، اسرائیل به‌طور گسترده دارای جنگ‌افزار هسته‌ای می‌باشد؛ همچنین اسرائیل ششمین کشور دنیا است که این سلاح‌ها را توسعه داده است. اسرائیل یکی از چهار کشور مسلح به برنامهٔ هسته‌ای است که پیمان منع گسترش سلاح‌های هسته‌ای را امضا نکرده‌اند. دیگر کشورها عبارتند از هند، پاکستان و کره شمالی. اسرائیل سیاست ابهام هسته‌ای را دنبال می‌کند. مقامات اسرائیلی هرگز به داشتن تسلیحات هسته‌ای اعتراف نکرده‌اند؛ ولی برآورد می‌شود که این کشور حدود ۹۰ تا ۴۰۰ بمب اتم در اختیار دارد. اسرائیل با وجود فشارهای بین‌المللی، ان‌پی‌تی را امضا نکرده و اعلام کرده چنین کاری برخلاف منافع امنیتی ملی‌اش است.

## تاریخچه توسعه

### تولید سلاح‌ها، ۱۹۶۶–اکنون

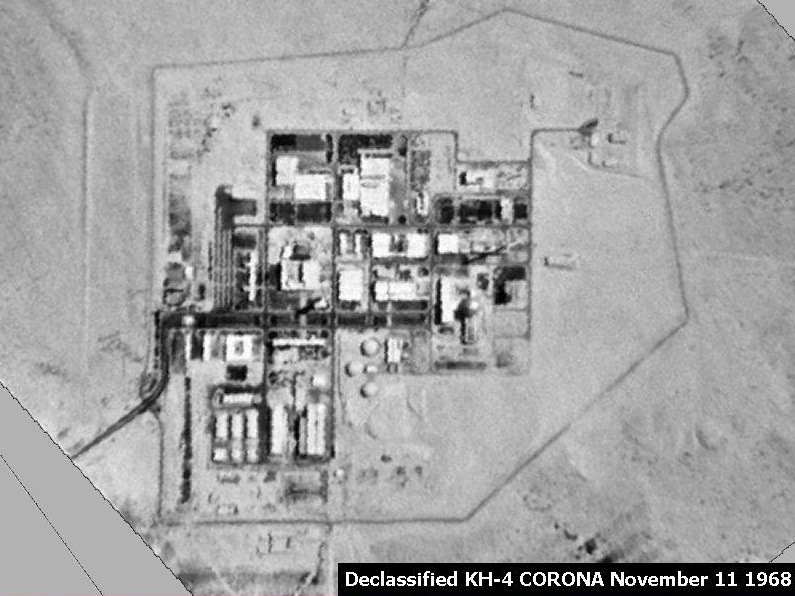
مجتمع دیمونا دیده شده در عکس ماهواره ای کورونای آمریکا، ۱۹۶۸

با این که اسرائیل اولین سلاح هسته ای عملیاتی اش را تا دسامبر ۱۹۶۶ ساخته بود باور بر این است که اسرائیل پس از جنگ شش‌روزه ۱۹۶۷ تولید در مقیاس کامل سلاح‌های هسته ای را شروع کرده باشد. گزارشی از سیا (CIA) در اوایل سال ۱۹۶۷ اظهار داشت که اسرائیل مواد ساخت یک بمب را در شش تا هشت هفته دارد و برخی نویسندگان معتقد بودند که اسرائیل در این جنگ دو بمب خام آماده به استفاده داشت. بنا بر سیمور هرش روزنامه‌نگار آمریکایی، همه چیز در این زمان برای تولید آماده بود به جز فرمان رسمی انجام آن. اسرائیل در شب جنگ شش روزه در مه ۱۹۶۷ از حد آستانه هسته ای گذشت. "[تخست وزیر لوی] اشکول بنا برشماری از منابع اسرائیلی، مخفیانه دستور داد دانشمندان راکتور هسته ای دیمونا دو ادوات هسته ای خام سرهم کنند. او آنها را تحت فرمان سرتیپ ییتصخاک یعکوو، رییس تحقیق و توسعه وزارت دفاع اسرائیل قرار داد. یک مقام گفت که به این عملیات از آنجا که ادوات هسته ای ابداعاتی بودند که چندان به ظاهرشان پرداخته نشده بود و زائده‌ها از آنها بیرون زده بود، عنکبوت گفته شد. این بمب‌های اتمی ابتدایی برای استفاده روی کامیون‌هایی سوار شدند که آماده بودند در صورت مقهور شدن دفاع اسرائیل از سوی نیروهای عرب به سرعت به سمت مرز مصر برده شوند.
گزارش دیگری از سیا در سال ۱۹۶۸ اظهار داشد که «اسرائیل ممکن است در چند سال آینده مشغول به کار بر یک برنامه سلاح‌های هسته ای شود» موشه دایان، وزیر دفاع وقت، اعتقاد داشت که سلاح‌های هسته ای ارزان‌تر و عملی تر از رشد دادن نامشخص نیروهای متعارف اسرائیل است. او با نشان دادن سایت دیمونا در اوایل سال ۱۹۶۸ به پینهاس ساپیر وزیر مالیه از حزب کار اسرائیل او را نسبت به ارزش شروع این برنامه متقاعد کرد و کمی بعد تصمیم گرفت اقتدار دادن فرمان شروع تولید کامل چهار تا پنج بمب هسته ای در سال را دارد. هرش اظهار داشت که به‌طور گسترده باور بر این است که عبارت «دیگر نه هرگز» به انگلیسی و عبری روی نخستین بمب درج شد.
اسرائیلی‌ها برای تولید پلوتونیم نیاز به مقادیر زیادی اورانینیت داشتند. در سال ۱۹۶۸, موساد ۲۰۰ تن را از شرکت معدنی بلژیکی Union Minière du Haut Katanga, با تظاهر به این که آن را برای یک شرکت شیمیایی ایتالیایی در میلان می‌خرد، خریداری کرد. اورانیوم پس از ارسال از آنتورپ روی دریا به یک کشتی حمل بار اسرائیلی منتقل و به اسرائیل برده شد. صحنه سازی ناپدید شدن اورانیوم که عملیات پلومبات نامیده شد، سوژه کتاب قضیه پلومبات در سال ۱۹۷۸ شد.
تخمین‌ها در خصوص تعداد سلاح‌های ساخته شده توسط اسرائیل از اواخر دهه ۱۹۶۰ متغیر است، و عمدتاً مبتنی بر میزان شکافایی است که می‌توانسته تولید شود و افشاگری‌های مردخای وانونو تکنسین هسته ای اسرائیلی است.
تا ۱۹۶۹, وزیر دفاع ایالات متحده آمریکا Melvin Laird معتقد بود اسرائیل ممکن است تا آن سال به یک سلاح هسته ای دست یافته باشد. در ادامه آن سال، رئیس‌جمهور ایالات متحده آمریکا ریچارد نیکسون در جلسه ای با گلدا مئیر نخست‌وزیر اسرائیل به اسرائیل فشار آورد تا «آشکارا سلاح‌های اتمی را رو نکند و دست به یک برنامه آزمایش جنگ‌افزار هسته‌ای نزند", و بدین ترتیب به سیاست ابهام هسته ای ادامه دهد. پیش از جنگ یوم کیپور، پرز می‌خواست اسرائیل علناً توانایی هسته ای اش را نشان دهد تا عرب‌ها را از حمله دلسرد کند و ترس از سلاح‌های هسته ای اسرائیل ممکن است عرب‌ها را در جریان جنگ از اتخاذ پرخاشگرانه‌ترین استراتژی نظامی ممکن دلسرد کرده باشد
سیا معتقد بود نخستین بمب هسته ای اسرائیل ممکن است با غنی‌سازی اورانیوم دزدیده شده از کارخانه تولید سوخت نیروی دریایی ایالات متحده آمریکا تحت بهره‌بردارینومک ساخته شده باشد، و حسابرسی سرسری مواد دزدی آنها را پنهان کرده باشد.
تا ۱۹۷۴, جامعه اطلاعاتی ایالات متحده آمریکا باور داشت اسرائیل زرادخانه ای شامل شمار اندکی از جنگ‌افزارهای هسته‌ای ساخته و تا ۱۹۷۹ شاید در جایگاهی بوده که یک سلاح هسته ای تاکتیکی کوچک پیشرفته تر یا،طراحی ماشه بمب هیدروژنی را آزمایش کند.
سیا معتقد بود تعداد سلاح‌های هسته ای اسرائیل از سال ۱۹۷۴ تا اوایل دهه ۱۹۸۰ بین ۱۰ تا ۲۰ تا باقی مانده. اطلاعات وانونو در اکتبر ۱۹۸۶ گفت بر اساس یک راکتور در حال کار در ۱۵۰ مگاوات و تولید ۴۰ کیلوگرم پلوتونیوم در سال، اسرائیل ۱۰۰ تا ۲۰۰ ادوات هسته ای داشته. وانونو فاش ساخت بین ۱۹۸۰ و ۱۹۸۶ اسرائیل به قابلیت ساخت بمب هیدروژنی دست یافته است. تا میانه 2000s تخمین‌ها از زرادخانه اسرائیل بین ۷۵ تا ۴۰۰ کلاهک هسته ای بود..
گزارش‌های متعددی منتشر شده‌اند که می‌گویند اسرائیل قابلیت غنی‌سازی اورانیوم در دیمونا دارد. وانونو اظهار داشت که سانتریفیوژهای گازی در حال کار در ماچون ۸ بوده‌اند و یک تأسیسات غنی سازی لیزری در ماچون ۹ عمل می‌کرده است (اسرائیل ثبت اختراعی به سال ۱۹۷۳ برای جداسازی لیزری ایزوتوپ دارد). بنا بر وانونو، این تأسیسات مقیاس تولید از ۱۹۷۹–۸۰ مشغول به کار بوده است. اگر غنی‌سازی اورانیوم در مقادیر قابل توجه در حال تولید بوده باشد، آنگاه زرادخانه اسرائیل ممکن است بزرگتر آنچه صرفاً بر اساس تولید پلوتونیوم تخمین زده می‌شود باشد.
فقط در سال ۱۹۹۱ , با فروپاشی اتحاد شوروی، گزارش شد نزدیک به ۲۰ دانشمند برتر یهودی به اسرائیل مهاجرت کردند که برخی شان در بهره‌برداری از نیروگاه‌های هسته ای درگیر بودند و داشتند برای نسل بعدی راکتورهای شوروی برنامه‌ریزی می‌کردند. در سپتامبر ۱۹۹۲، از اطلاعات آلمان در مطبوعات نقل شد که تخمین زده شده ۴۰ دانشمند هسته ای برتر شوروی از سال ۱۹۸۹ به اسرائیل مهاجرت کرده‌اند.
یوزی ایلام، رئیس سابق کمیسیون انرژی اتمی اسرائیل در مصاحبه ای در سال ۲۰۱۰ به روزنامه اسرائیلی معاریو گفت که راکتور هسته ای در دیمونا به‌طور کامل ارتقا و نوآوری داده شده و اکنون مانند یک راکتور نو بدون مشکلات و خطرهای ایمنی به محیط پیرامون یا منطقه فعالیت می‌کند.

## حادثه ولا
در ۲۲ سپتامبر سال ۱۹۷۹ (۳۱ شهریور ۱۳۵۸) ماهواره «وِلا» آمریکا هنگام چرخش به دور زمین روشنایی مرموزی را برروی جزایر «ماریون و پرنس ادوارد» واقع در جنوب اقیانوس هند مابین آفریقا و قطب جنوب دریافت کرد. این واقعه هم‌اکنون به «حادثه ولا» (Vela Incidentnt) مشهور است. از همان زمان، بسیاری بر این عقیده بوده‌اند که این روشنایی نتیجه یک آزمایش هسته‌ای بوده و شایع‌ترین گمانه در این زمینه این بوده که اسرائیل به کمک دولت وقت آفریقای جنوبی آزمایش هسته‌ای انجام داده است، اما برخی نیز بر این باور بودند که بر اثر برخورد یک شهاب‌سنگ به زمین چنین نوری تولید شده است.